# Megastigmus certus
Megastigmus certus är en stekelart som beskrevs av Nikol'skaya 1966. Megastigmus certus ingår i släktet Megastigmus och familjen gallglanssteklar. Inga underarter finns listade i Catalogue of Life.